# Orde van Verdienste (Antigua en Barbuda)

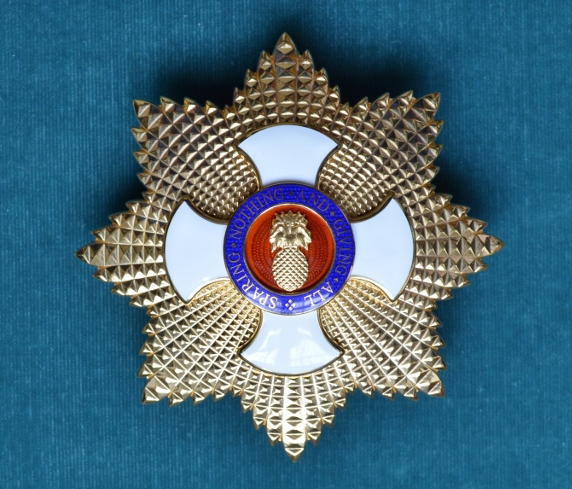
Orde van Verdienste

De Orde van Verdienste is een ridderorde van Antigua en Barbuda, een koninkrijk binnen het Gemenebest. Elizabeth II van het Verenigd Koninkrijk, Koningin van Antigua en Barbuda is Souvereine van deze orde. De regering van de eilanden is verantwoordelijk voor het decoratiestelsel. De orde verving de Orde van het Britse Rijk.